# Ильяшенков, Василий Иванович
Василий Иванович Ильяшенков (Ильяшенко) — полковник, участник Наполеоновских войск.

## Биография
Родился в 1772 году, происходил из дворян Слободско-Украинской губернии.
В службу вступил в 1792 году капралом в Лейб-гвардии Конный полк. В 1795 году произведён в ефрейтор-капралы, в 1796 году — в квартирмейстеры.
В 19 ноября 1796 году поступил кавалергардом в Кавалергардские эскадроны, а 11 ноября 1797 года переведён унтер-офицером обратно в Лейб-гвардии Конный полк.
21 ноября 1799 года вторично поступил в кавалергардом в Кавалергардский корпус, откуда 3 декабря 1799 года выпущен подпоручиком во Владимирский драгунский полк, где был адъютантом шефа полка.
В 1802 году переведён в Таганрогский драгунский полк. В 1806 году произведён в поручики, в 1807 году — в штабс-капитаны,
В 1810 году участвовал в действиях против закубанцев и горцев: при вершине р. Баксук, 26 января 1810 года — в селениях Мухошевских; с 13 февраля по 21 марта — при вершинах р. Курджипс, р. Сепфира и Тигани, в истоках Лабы у горы Ахмет и награждён орденом Святой Анны 3-й степени. В 1811 году переведён в капитаны.
В Отечественную войну 1812 года участвовал 15 июня 1812 года в делах под Коробином, 30 июня — в делах при Городечне, 7 и 12 сентября — в действиях у Луцка, в октябре — в делах под Брест-Литовском.
В 1813 году принял участие в Войне шестой коалиции. С 1 апреля по 4 июля 1813 года участвовал в блокаде Нового Замостья, 27 сентября — в действиях при Доне, 29 сентября — в делах при деревне Плауэн, 1 октября — в делах под Дрезденом, за что повторно получил орден Святой Анны 3-й степени.
За отличие в битве под Лейпцигом 6 и 7 октября 1813 года удостоен Высочайшего благоволения. С 25 ноября 1813 года участвовал в блокаде Гамбурга. За отличие в действиях под Гамбургом 25 марта и 20 апреля награждён орденом Святого Владимира 4-й степени.
11 февраля 1815 года Ильяшенков вернулся в Россию и был удостоен Высочайшего благоволения «за труды и попечительность в доведении вверенного ему эскадрона в должное устройство и порядок по бытности его в бывшей Польской армии», объявленное в приказе от 23 сентября 1816 года.
В 1817 году переведён в майоры.
26 ноября 1826 награждён орденом Святого Георгия 4-го класса за 25 лет выслуги в офицерских чинах.
27 апреля 1827 года назначен Горийским окружным начальником. 12 февраля 1829 года назначен состоять по кавалерии. 18 мая 1829 года за прекращение чумы в Карталинии произведён в подполковники и удостоен Высочайшего благоволения.
С ноября 1835 года командирован генерал-адъютантом бароном Розеном в различные места России для покупки строительных материалов и инструментов на 200 тысяч рублей, что исполнил за один год.
12 апреля 1837 года назначен комендантом в Моздок. 2 декабря 1839 года переведён комендантом в Пятигорск. Ильяшенков был Пятигорским комендантом во время дуэли Лермонтова с Мартыновым. После гибели Лермонтова на дуэли, Ильяшенков рапортовал о случившемся императору и своему начальству и курировал работу созданной следственной комиссией.
7 июня 1840 года «за отличие» произведён в полковники. 5 мая 1842 года уволен со службу за болезнью, с пенсией полного оклада.
Н. Н. Муравьев следующими словами характеризует Ильяшенкова: 
Человек честный, рассудительный, весьма усердный.

## Награды
- Орден Святой Анны 3-й степени (8 сентября 1810)[1] (знак на шпагу; после реформы ордена в 1815 году соответствует 4-й степени)
- Орден Святой Анны 3-й степени (1 октября 1813, повторно) (знак на шпагу; после реформы ордена в 1815 году соответствует 4-й степени)
- Орден Святого Владимира 4-й степени (20 апреля 1814)[2]
- Орден Святого Георгия 4-го класса за 25 лет выслуги в офицерских чинах (№ 3992; 26 ноября 1826)